# Benni Ljungbeck
Benni Ingemar Ljungbeck (ur. 20 lipca 1958 w Hässleholm albo Tyringe) – szwedzki zapaśnik walczący w stylu klasycznym.
Trzykrotny olimpijczyk. Na Igrzyskach Olimpijskich w Moskwie w 1980 zdobył brązowy medal w wadze muszej. Szósty w Los Angeles 1984 i odpadł w eliminacjach w Seulu 1988.
Do jego osiągnięć należą również cztery medale mistrzostw Europy: trzy srebrne (1980, 1981, 1986) i brązowy (1985). Piąty na mistrzostwach świata w 1982. Drugi w Pucharze Świata w 1980 i 1985. Zdobył siedem medali na mistrzostwach nordyckich w latach 1973 – 1985.